# Ситников, Геннадий Анатольевич
Геннадий Анатольевич Ситников — рядовой Вооружённых Сил СССР, участник войны в Афганистане, погиб при исполнении служебных обязанностей, кавалер ордена Красной Звезды (посмертно).

## Биография
Геннадий Анатольевич Ситников родился 3 апреля 1964 года в городе Шахты Ростовской области, отец работал сварщиком, мать трудилась в сфере торговли. Окончил восемь классов школы в Шахтинской средней школе № 9, после чего продолжил учёбу в Волгодонском техникуме энергетического машиностроения на специальность сварщика. Летом 1983 года окончил техникум. 3 июля 1983 года был призван на службу в Вооружённые Силы СССР. Обучение проходил в составе учебной мотострелковой части, расквартированной в столице Туркменской ССР — города Ашхабаде. Получил военную специальность оператора-наводчика боевой машины пехоты.
В ноябре 1983 года Ситников был направлен для дальнейшего прохождения службы на территорию Демократической Республики Афганистан. Участвовал в боевых действиях, будучи оператором-наводчиком боевой машины пехоты 149-го Ченстоховского Краснознамённого гвардейского мотострелкового полка 201-й мотострелковой дивизии. Принимал участие в ожесточённых боях на северо-востоке Афганистана 1984 года. 21 апреля 1984 года началась очередная операция по ликвидации формирований Ахмад Шаха Масуда. На следующий день, находясь под шквальным огнём блокированного противника, Ситников обстреливал врагов из скорострельной пушки и спаренного пулемёта. Ему удалось подавить одну огневую точку. В разгар того боя боевая машина пехоты Ситникова была дважды подбита. От полученных ранений оператор-наводчик скончался на месте. С воинскими почестями был похоронен на Аллее почётного захоронения воинов на кладбище № 1 города Волгодонска Ростовской области.
Указом Президиума Верховного Совета СССР рядовой Геннадий Анатольевич Ситников посмертно был удостоен ордена Красной Звезды.

## Память
- Именем Геннадия Ситникова назван переулок в городе Волгодонске.